# Diplôme d'études musicales, diplôme d'études chorégraphiques, diplôme d'études théâtrales
Ne doit pas être confondu avec Diplôme national supérieur professionnel (DNSP).
Pour les articles homonymes, voir DEM, DEC et DET.
Le diplôme d'études musicales (DEM), diplôme d'études chorégraphiques (DEC) ou diplôme d'études théâtrales (DET) est un diplôme décerné dans les disciplines de la musique, de la danse et du théâtre sous le contrôle du ministère de la Culture. Il est délivré par les conservatoires à rayonnement régional ou départemental.
Le diplôme d'études dispense d'un enseignement initial et supérieur dans les trois domaines de la culture :
- la musique, sous le nom de Diplôme d'études musicales (DEM).
- la danse, sous le nom de Diplôme d'études de danseur ou chorégraphiques (DED) ou (DEC).
- le théâtre, sous le nom de Diplôme d'études théâtrales (DET).

Ces diplômes sont inscrits de droit au répertoire national des certifications professionnelles (RNCP).

## Préparation
Les conditions d'entrée en formation initiale conduisant au Diplôme d'études sont de justifier, selon le domaine d'étude, de l'obtention du certificat d'études musicales, chorégraphiques, de danseur ou de comédien ou d'un parcours de formation d'une durée d'au moins trois ans. Le choix d'un ou de plusieurs de ces prérequis d'entrée en formation est défini par le règlement des études de l'établissement. Il convient aussi d'attester par un certificat médical de la non-contre-indication à la pratique de la danse ou de comédien pour ces deux domaines d'études.
Le cursus d'études est d'une durée variable selon les établissements, définie par le règlement des études. Il dure généralement entre 2 et 3 ans. Les parcours de formation sont organisés en unités d'enseignement. Ces unités concernent l'interprétation, les apprentissages techniques et artistiques, les connaissances corporelles et théoriques, la culture générale ainsi que la préparation au métier. L'interprétation et les apprentissages techniques et artistiques doivent avoir une place prépondérante en termes de volume horaire dans le parcours de formation.

## Diplôme d'études musicales
Depuis 2002, les élèves qui souhaitent obtenir le DEM doivent aussi avoir obtenu des récompenses dans plusieurs matières enseignées au Conservatoire, afin de compléter leur savoir dans le domaine de la musique. Il y a une discipline principale (instrument, formation musicale, accompagnement, direction), des disciplines pratiques (déchiffrage, musique de chambre) et des disciplines théoriques (analyse, histoire de la musique, écriture). Les diplômés peuvent se perfectionner par la suite durant deux années dans la matière pour laquelle ils ont obtenu leur diplôme, mais les cycles de perfectionnement ne permettent pas de valider un diplôme.
Le diplôme d'études musicales n'est reconnu que par le ministère français de la culture. Il n'est pas homologué comme un diplôme d'enseignement supérieur. Les seuls établissements français habilités à délivrer des diplômes d'enseignement supérieur en musique "performance" sont le Conservatoire national supérieur de musique et de danse de Paris et le Conservatoire national supérieur de musique et de danse de Lyon. Dans le cadre du processus de Bologne, quelques CRR ont cependant passé des accords avec des universités, ce qui permet aux étudiants de se voir délivrer des diplômes de licence et de master, mention performance. Cette situation très atypique explique le fait que les musiciens français sont les moins bien diplômés d'Europe. Même des petits pays comme la Suisse, la Belgique, la Suède, l’Autriche, etc. ont chacun plus d’établissements d’enseignement supérieur pour la musique que la France. Des pays comme l’Espagne, l’Italie, le Royaume-Uni, et l’Allemagne, ont jusqu’à dix fois plus d’établissements, délivrant des diplômes homologués entre Bac + 3 et Bac + 8. 
Cette situation très désavantageuse pour les étudiants, particulièrement à une époque où la mobilité professionnelle internationale est devenue indispensable, a poussé beaucoup de jeunes musiciens français à poursuivre leurs études à l’étranger. Jusqu'à la rentrée 2008, les Conservatoires nationaux supérieurs de musique et de danse (CNSMD) de Paris et de Lyon ont été les seuls établissements dispensant des formations supérieures de musicien sanctionnées par des diplômes nationaux. 
Cependant, une réforme de l'enseignement supérieur artistique a donné lieu, en novembre 2007, à la création du DNSPM. Les deux CNSMD ont été habilités à délivrer ce diplôme. Et de nouvelles structures sont nées pour également y préparer  : les Pôles supérieurs d’enseignement artistique (conjoignant éventuellement l’enseignement de la musique à celui de la danse et du théâtre).